# 高田 (柏市)
高田（たかた、たかだ）は、千葉県柏市の町名。丁番を持たない単独町名である。郵便番号277-0861。

## 地理
大堀川北岸にあり南に向かって傾斜している。北側はかつて小金牧の一つ高田台牧だった。十余二、松ケ崎、篠籠田、流山市駒木に隣接する。また、松ケ崎の飛び地2箇所と十余二の飛び地1箇所を囲む。北部は柏機械金属工業団地を構成しており、川岸工業千葉第一工場等がある。大堀川沿いには畑がある。

### 河川
- 大堀川

## 歴史
江戸時代までは下総国葛飾郡に属した。本土寺過去帳に応仁3年（1469年）の年紀があり高田と注記されるものが存在する。この過去帳においては文明8年（1476年）に没した匝瑳姓の人物に「高田道胤入道」という肩書があり、また文明10年（1478年）に境根原合戦で戦死した匝瑳姓の人物に高田と注記されている。江戸時代初期は旗本領。元禄11年（1698年）舟戸藩領（藩主は本多正永。この頃、上高田村と下高田村に分かれていた）。以後本多家の領地となるが、移封に従い、元禄16年（1703年）沼田藩領、享保15年（1730年）から田中藩領となっている。
慶応4年（1868年）、田中藩主本多正訥が安房国に移された際に藩領の再編が行われ下総知県事領となる。以後、明治2年（1869年）に葛飾県所属、明治4年（1871年）に印旛県所属、明治6年（1873年）からは千葉県所属。1878年に葛飾郡が分割され当村は東葛飾郡の所属になる。1889年に千代田村の大字となる。1926年に柏町所属、1954年に東葛市所属、その年のうちに東葛市は柏市に改称された。

## 世帯数と人口
2017年（平成29年）10月31日現在の世帯数と人口は以下の通りである。
| 町丁 | 世帯数    | 人口    |
| ---- | --------- | ------- |
| 高田 | 3,791世帯 | 8,728人 |

## 小・中学校の学区
市立小・中学校に通う場合、学区は以下の通りとなる。
| 番地 | 小学校             | 中学校             |
| --- | ------------------ | ------------------ |
| 1〜561番地、583〜655番地、1017〜1022番地、1027〜1042番地、 1045〜1180番地、1201〜1236番地、1238〜1422番地 | 柏市立高田小学校   | 柏市立柏第五中学校 |
| 562〜582番地、656〜1016番地、1023〜1026番地、 1043〜1044番地、1237番地                                    | 柏市立柏第四小学校 | 柏市立柏第五中学校 |

## 交通

### 鉄道
鉄道駅はないが、東武バスの路線があり高田と柏駅および柏の葉キャンパス駅を結んでいる。西端の通称・梅林地区では、東武野田線豊四季駅に徒歩20分程度でアクセスできる。

### 道路
千葉県道・茨城県道46号野田牛久線として整備されている都市軸道路はつくばエクスプレスの線路を挟んで反対側である。

## 施設
- 柏市浄水センター
- 柏市立図書館高田分館
- 高田団地町会集会所
- 柏市立柏第五中学校 - 1977年開校。
- 柏市立高田小学校 - 1977年開校。
- 大堀川リバーサイドパーク
- 高田第一公園
- 高田第二公園
- 高田第三公園
- 高田第四公園
- 高田第五公園
- 高田子供の遊び場
- 高田三勢第一公園
- 高田野鳥公園
- 梅林第四公園
- 梅林第五公園
- 西下ノ台第一公園
- 東下ノ台第一公園
- 東下ノ台第二公園
- 高田緑地
- 勝橋緑地 - 一部が地内にあたる。
- 聖徳寺 - 真言宗豊山派の仏教寺院。
- 満徳寺 - 浄土真宗東本願寺派の仏教寺院。
- 熊野神社